# سوكومو (كوتشي)
مدينة سوكومو (بالإنجليزية: Sukumo)‏ هي أحد المدن التابعة لمحافظة كوتشي. تأسست رسميًا في 31/03/1954. ويقدر عدد سكانها بـ 23771 نسمة حسب تقدير مكتب الإحصاء الياباني لعام 2012. تبلغ مساحة سوكومو 286.11 كم2. بكثافة سكانية تبلغ 83.1 نسمة/كم2.

## معرض صور

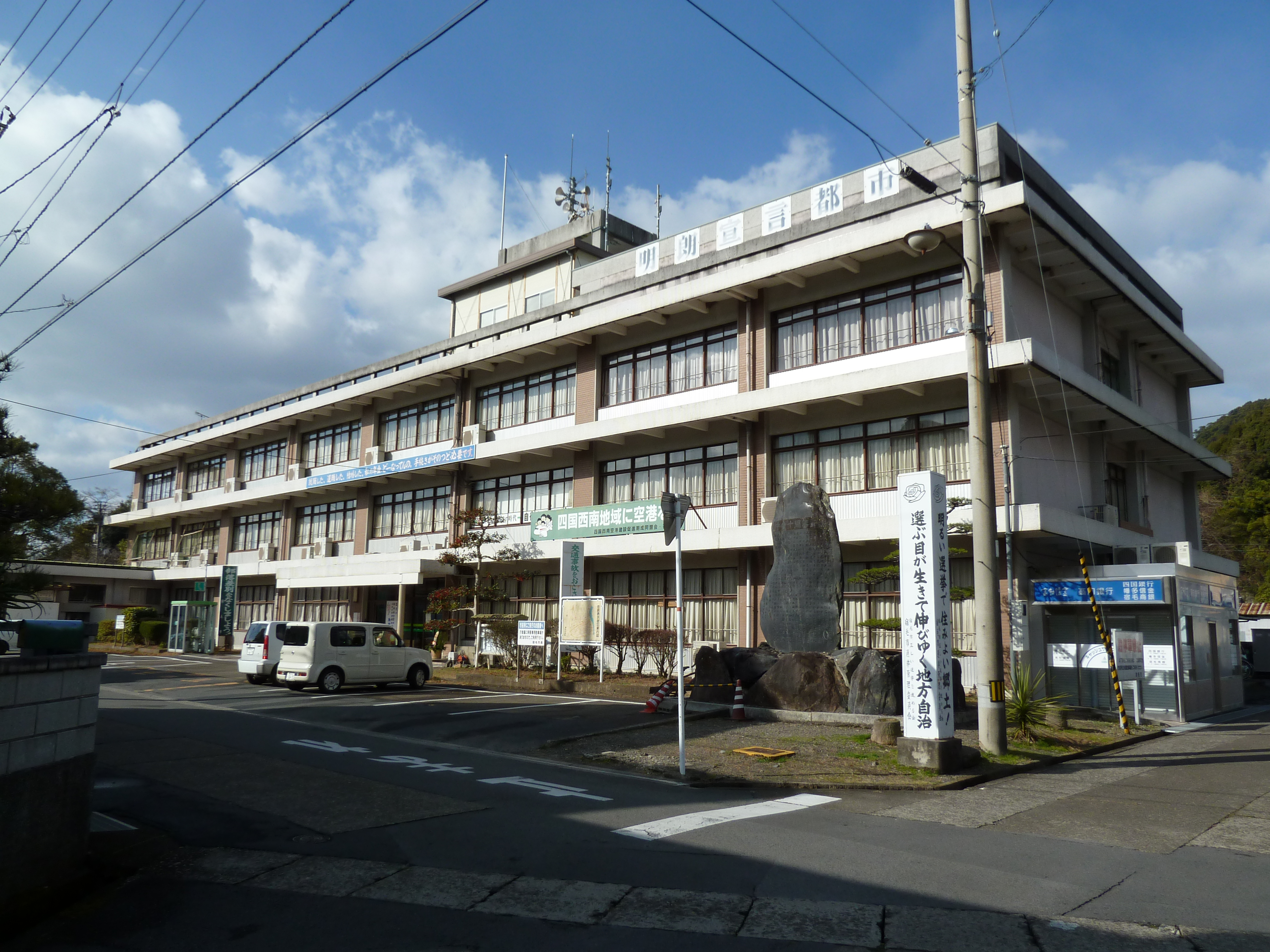
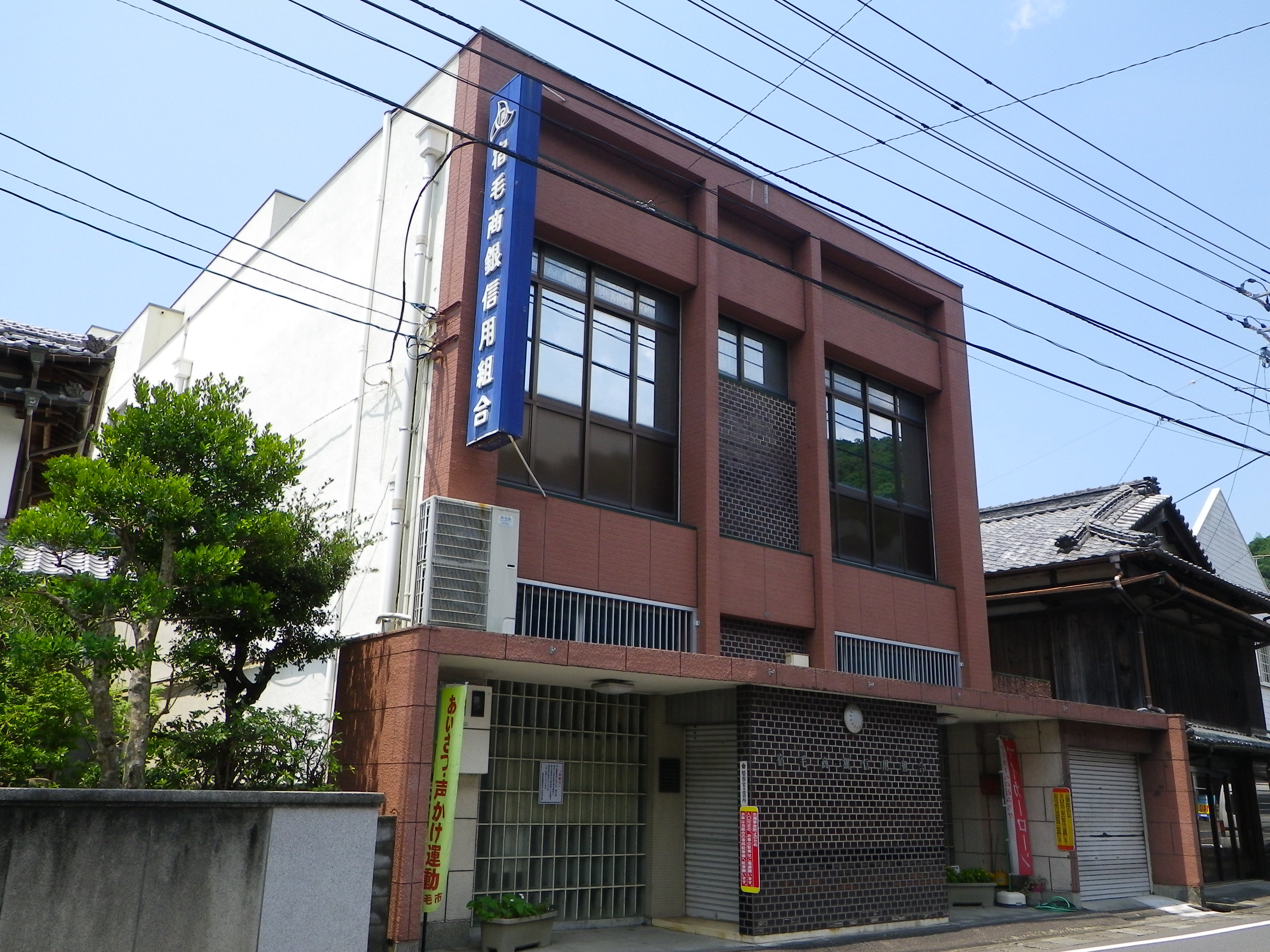
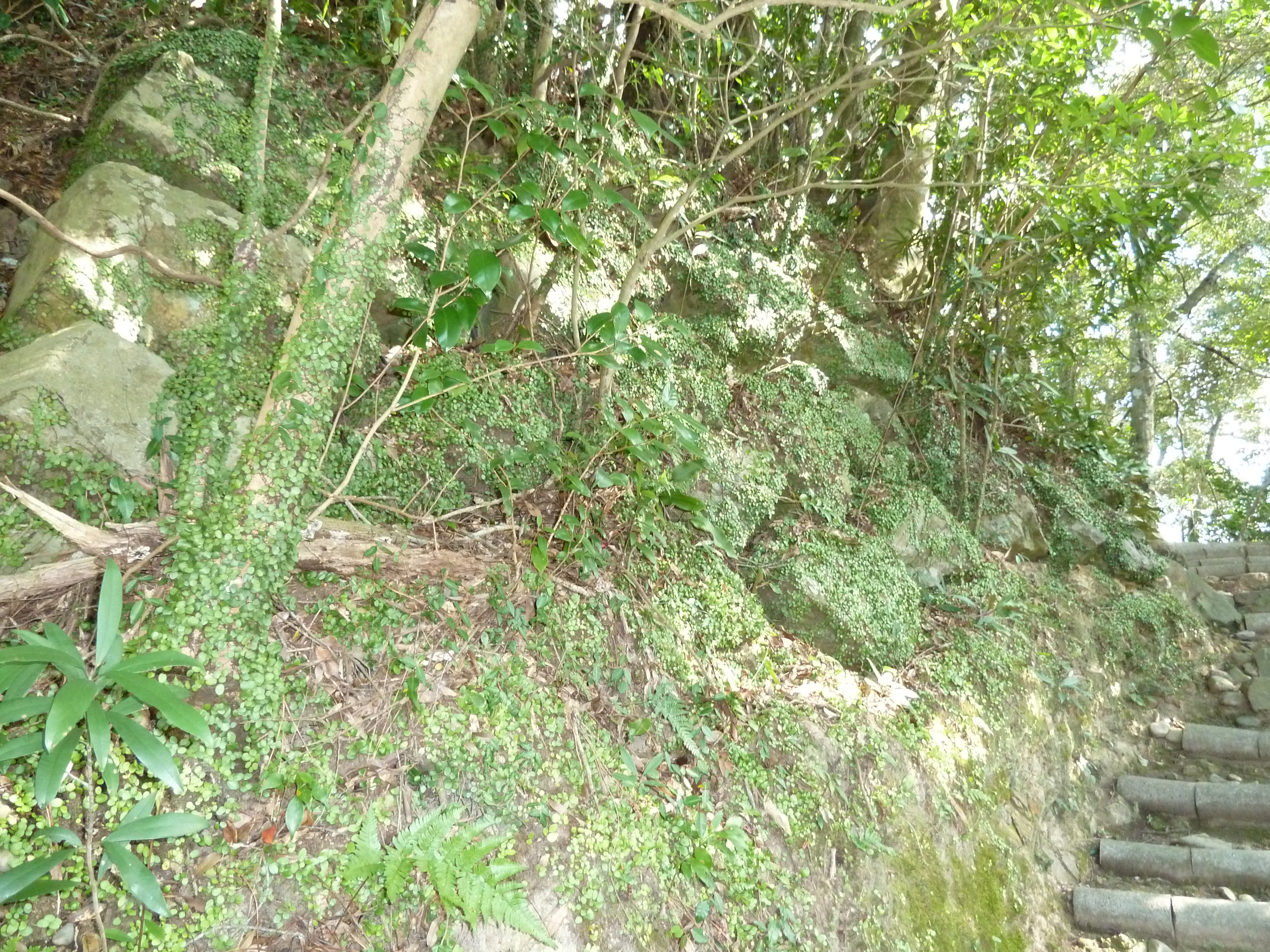
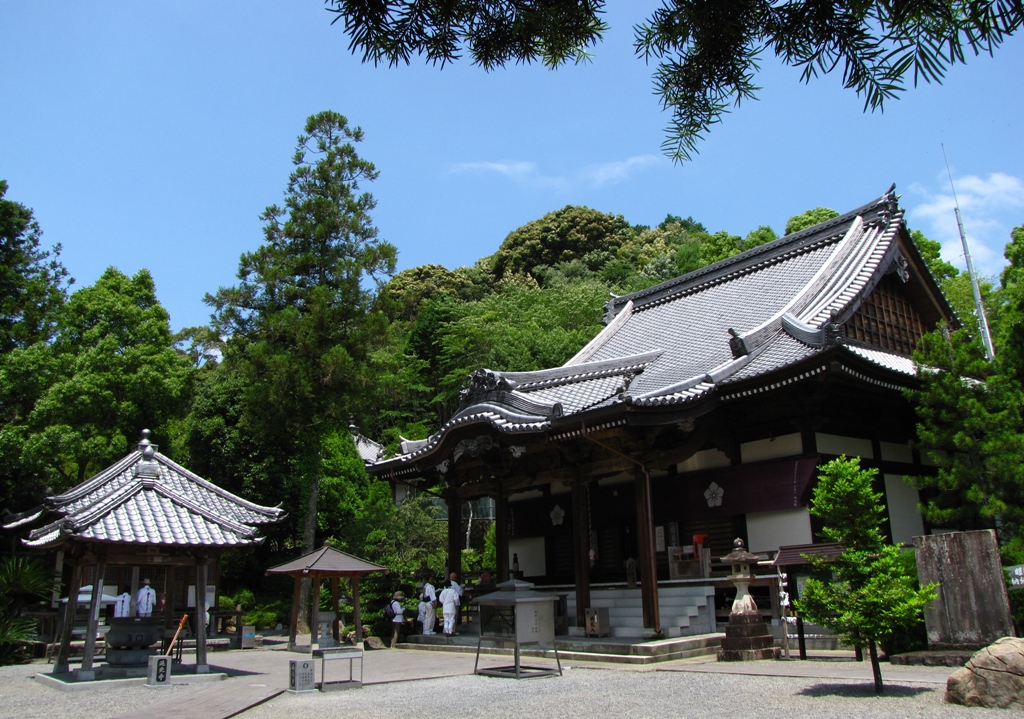
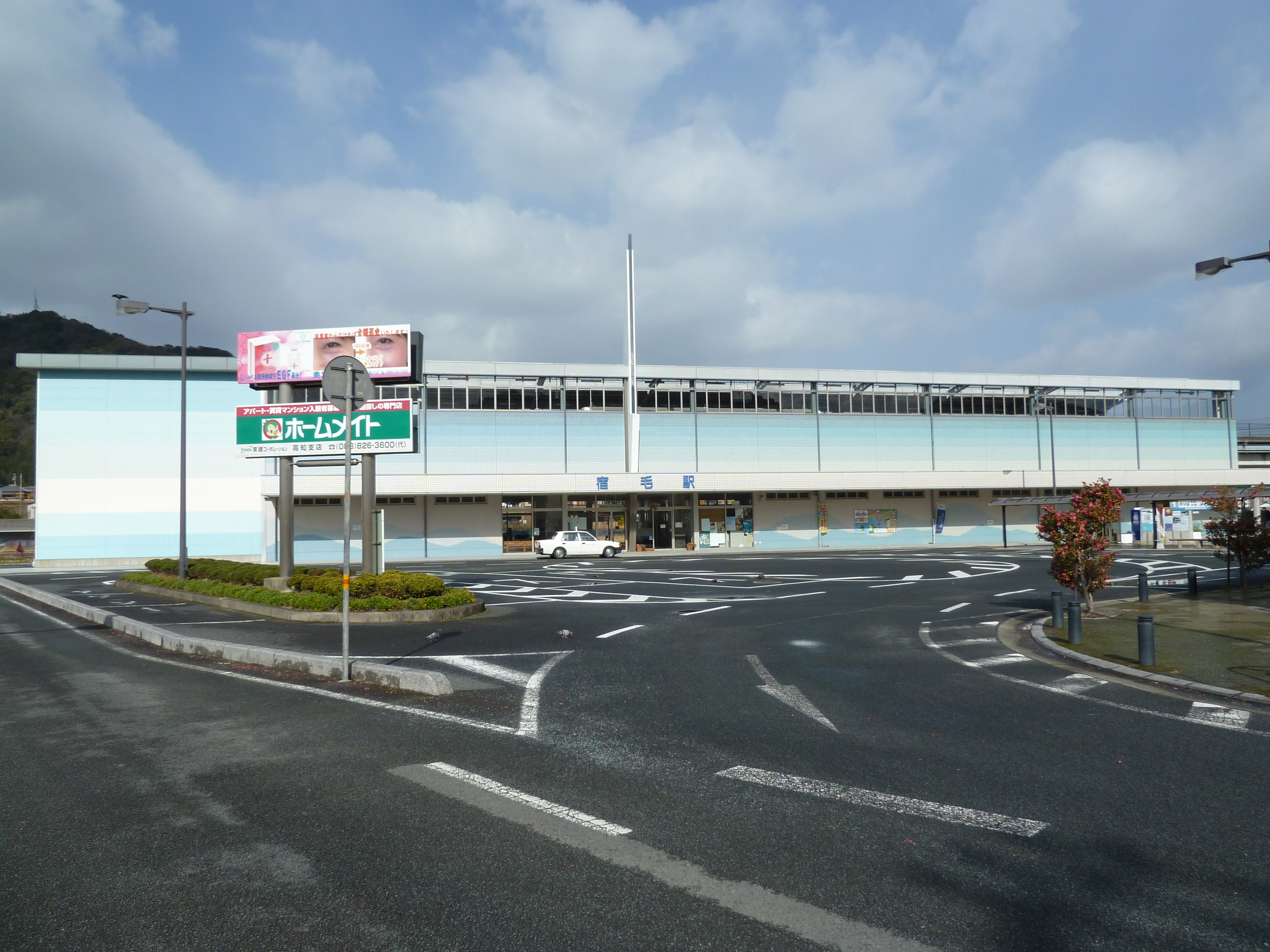

## توأمة
لسوكومو (كوتشي) اتفاقيات توأمة مع:
- شيمانتو